# Podemos hacernos daño
«Podemos hacernos daño» es una canción escrita e interpretada por el cantautor colombiano Juanes. La canción es el segundo sencillo de su primer álbum como solista, Fíjate bien. 
En este segundo tema Juanes deja entrever, con sonidos de acordeón, guitarra, tiple y bajos, una combinación de estilo bohemio y roquero a la vez.
El video de la canción se grabó en Bogotá, Colombia. Fue ahí durante la grabación del video donde conoció a Karen Martínez.
El sencillo logró salir del país, pero no tuvo gran éxito como lo serían sus sencillos posteriores.